# Péter Halász (dirigent)
Péter Halász (Budimpešta, 23. srpnja 1976.), mađarski dirigent.

## Životopis
Péter Halász je najprije privatno učio glasovir te zatim studirao skladanje u razredu Istvána Fekete Györa na Konzervatoriju Béla Bartók u Budimpešti. 1995. godine dolazi u Beč, gdje na Univerzitetu za glazbu i scensku umjetnost (Universität für Musik und darstellende Kunst) studira dirigiranje u razredu Leopolda Hagera. Svoje je glazbeno znanje usavršavao na majstorskim tečajevima Ervina Acéla, Zoltána Peska i Bernarda Haitinka. Značajna dirigentska iskustva stekao je i kao asistent Ádáma Fischera na Haydnovu festivalu u Željeznom.
Nakon završenoga studija dirigiranja u Beču, u sezoni 2002/03 Péter Halász postaje korepetitorom Opere u Zürichu. Od 2003. do 2011. djelovao je u Državnom kazalištu u Mainzu (Staatstheater Mainz), gdje je ispočetka bio korepetitor, a zatim i dirigent opere i baleta. U Mainzu je stekao nova umjetnička iskustva proširivši znatno svoj operni repertoar te dirigirajući baletne predstave (primjerice Prokofjevljev balet Romeo i Julija) i mnoge simfonijske koncerte.
Péter Halász je do danas ravnao mnogim uglednim europskim orkestrima, primjerice Simfonijskim orkestrom ORF-a (Radio-Symphonieorchester Wien) u Beču, Komornim orkestrom Josef Suk u Pragu, Filharmonijom Sjeverozapadne Njemačke (Nordwestdeutsche Philharmonie) te gostovao i ravnao opernim izvedbama u kazalištima u Augsburgu (Theater Augsburg), Gelsenkirchenu (Musiktheater im Revier) i Braunschweigu (Staatstheater Braunschweig). Godine 2010. prvi je put kao dirigent nastupio i u Mađarskoj državnoj operi u rodnoj Budimpešti, ravnajući izvedbom Rossinijeve opere Seviljski brijač.  Od tada pa do danas tu je, kao gost dirigent, ravnao izvedbama Puccinijevih opera La Bohème i Turandot te izvedbama Mozartova Figarovog pira.
Od svibnja 2011. Péter Halász djeluje kao prvi dirigent (Erster Kapellmeister) Kazališta u Aachenu (Theater Aachen). Tu je do danas ravnao premijerama Rossinijeve Pepeljuge, Verdijeva Krabuljnog plesa, Poulencove jednočinke Ljudski glas (La Voix humaine), Monteverdijevog Dvoboja Tankreda i Klorinde (Il Combattimento di Tancredi e Clorinda), Sciarrinovom Superfluminom te premijerom operete Šišmiš Johanna Straussa mlađeg. Također je ravnao i repertoarnim izvedbama Puccinijeve Madama Butterfly, Mozartovim Figarovim pirom i Wagnerovim Tristanom i Izoldom te mnogim koncertima Ahenskoga simfonijskog orkestra (Sinfonieorchester Aachen).
Osim kao dirigent, Péter Halász često nastupa i kao pijanist (Bösendorfersaal Wien, Opernhaus Zürich, Staatstheater Mainz). U siječnju 2013. imenovan je zamjenikom glavnoga glazbenog ravnatelja Kazališta u Aachenu. U kolovozu iste godine postaje najprije vršiteljem dužnosti glazbenog ravnatelja, a od travnja 2014. i glavnim glazbenim ravnateljem Mađarske državne opere u Budimpešti.

## Vanjske poveznice

### Sestrinski projekti
|  | Zajednički poslužitelj ima još gradiva o temi Péter Halász (dirigent) |

### Mrežna sjedišta
- Službene stranice Pétera Halásza (mađ.) (njem.) (engl.)
- Theater Aachen: Péter Halász (njem.) (engl.)
- Hugarian State Opera: Péter Halász  Arhivirana inačica izvorne stranice od 18. ožujka 2015. (Wayback Machine) (mađ.)(engl.)
- Aachener Zeitung (Online) – Eckhard Hoog: »Unter 50 ist man kein Dirigent«  Arhivirana inačica izvorne stranice od 4. studenoga 2016. (Wayback Machine) (njem.)
- derwesten.de – Hajo Berns: »Tastendonner kraftvoll umgesetzt«  Arhivirana inačica izvorne stranice od 4. ožujka 2016. (Wayback Machine) (njem.)